# Kick a Little
Kick a Little é o terceiro álbum de estúdio da banda Little Texas, lançado em 1994.

## Faixas
| N.º            | Título                        | Compositor(es)                                                            | Duração |  |
| 1.             | "Kick a Little"               | Porter Howell / Dwayne O'Brien / Brady Seals                              | 3:42    |  |
| 2.             | "I'd Hold on to Her"          | Porter Howell / Dwayne O'Brien / Brady Seals                              | 3:05    |  |
| 3.             | "Amy's Back in Austin"        | Stephen Harris / Brady Seals                                              | 4:35    |  |
| 4.             | "Southern Grace"              | Stewart Harris / Porter Howell / Brady Seals                              | 5:53    |  |
| 5.             | "She's Cool"                  | Pat McLaughlin / Brady Seals                                              | 3:38    |  |
| 6.             | "Your Days Are Numbered"      | Poter Howell / Dwayne O'Brien                                             | 3:30    |  |
| 7.             | "Inside"                      | Porter Howell / Ralph Murthy / Brady Seals                                | 3:26    |  |
| 8.             | "A Night I'll Never Remember" | Stephen Allen Davis / Porter Howell / Brady Seals                         | 3:41    |  |
| 9.             | "Hit Country Song"            | Porter Howell / Dwayne O'Brien / Duane Propes / Tim Rushlow / Brady Seals | 3:01    |  |
| 10.            | "Redneck Like Me"             | Jay Booker                                                                | 4:43    |  |
| Duração total: | Duração total:                | Duração total:                                                            | 38:34   |  |